# José Felipe Bertrán de Caralt
Josep Felip Bertran de Caralt (Barcelona 1926 - Barcelona 16 de maig de 2025) fou advocat, empresari, mecenes i patró de diverses institucions culturals i esportives. Considerat com una de les fortunes més grans de l'estat espanyol.
Va ocupar càrrecs rellevants: Vicepresident d'Aigües de Barcelona; Membre del consell d'administració d'Agbar; president de Pirelli Espanya i Vicepresident de la cimentera Asland. Patró d'entitats com L'IESE, la Fundació del Museu del Prado, el Reial Club de Golf El Prat i la Germandat de Poblet. Fou fill de Felip Bertran Güell, net de Josep Bertran i Musitu i besnet d'Eusebi Güell i Bacigalupi. Heretà del seu avi la casa pairal del Putxet, on es desenvoluparen els últims Consells de Ministres de la República durant la Guerra Civil.
Com que no es va sotmetre al xantatge del jutge Lluís Pascual Estevill, va haver de pagar una multa milionària i va ser empresonat durant un mes a la presó Model. Essent condemnat per dos delictes de frau i un de falsedat, el 1997 fou indultat pel govern presidit per José María Aznar. Esdevingué un dels testimonis principals contra el jutge Estevill i l'advocat Joan Piqué Vidal, que també van ser condemnats i empresonats.